# Viking (Schiff, 1892)

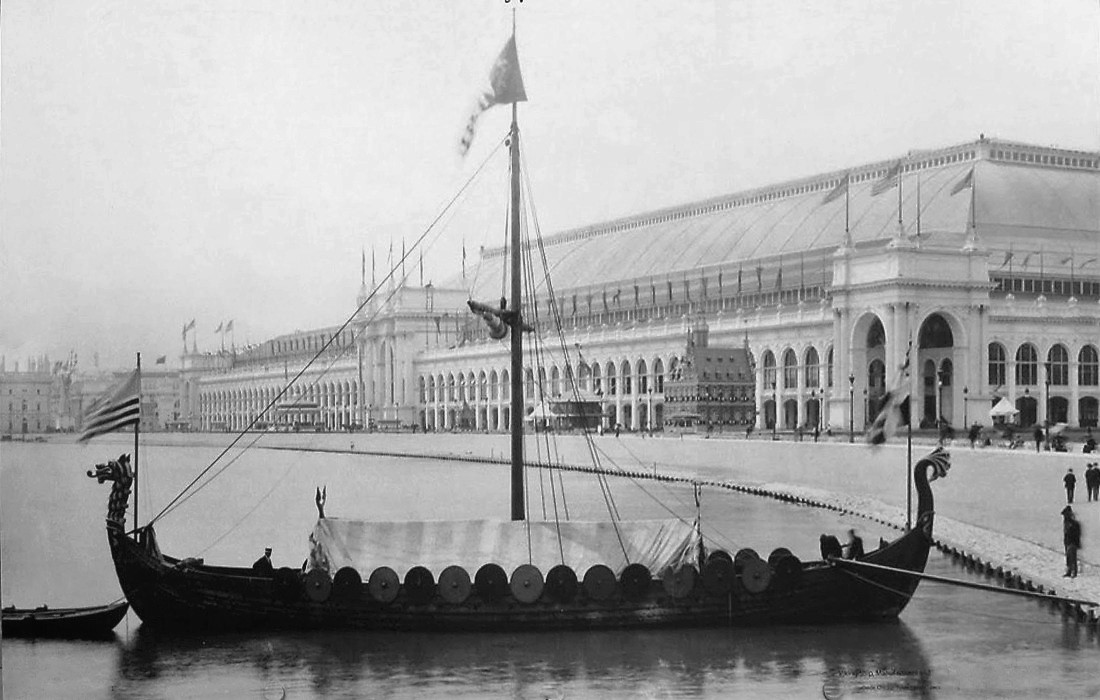
Die „Viking“ auf der Weltausstellung in Chicago 1893

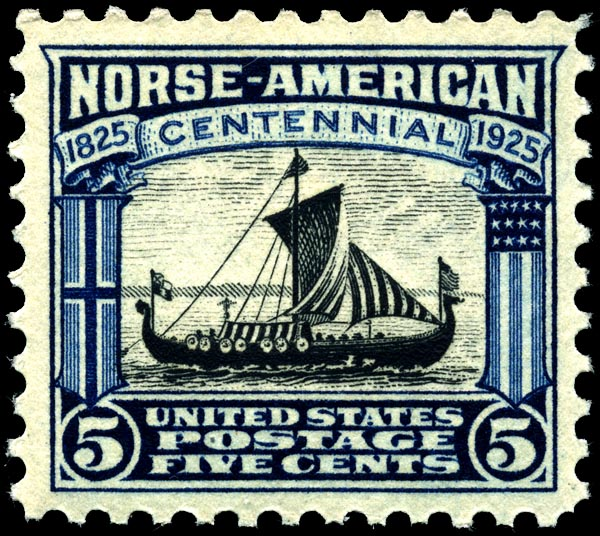
US-amerikanische Sonderbriefmarke mit der Viking, 1925.

Viking ist der Name des Nachbaues eines Wikingerschiffs, das 1892 in Norwegen nach dem Vorbild des Gokstad-Schiffes gebaut wurde.

## Bau
Zwölf Jahre nach dem aufsehenerregenden Fund wurde das Gokstad-Schiff durch den Schiffbauer Christen Christensen in dessen Werft „Sandefjord Mekaniske Værksted“ in Sandefjord, Norwegen, originalgetreu nachgebaut. Zum Bau wurden Eichenholz und mehrere tausend Niete aus Eisen verwendet. Das Schiff erwies sich als sehr seetüchtig, es erreichte eine Geschwindigkeit von bis zu 10 Knoten, der Rumpf passte sich flexibel dem Wellengang an.

## Atlantiküberquerung
1893 überquerte die „Viking“ mit einer Besatzung von 11 Mann unter Führung des Kapitäns Magnus Andersen den Atlantik. Ziel war die Weltausstellung in Chicago. Die Reiseroute führte von Bergen über Neufundland nach New York, von dort ging die Fahrt über den Hudson River und den Eriekanal weiter zu den Großen Seen. Mitte Juli erreichte das Schiff nach einer Reise von über zwei Monaten Chicago, wo es große Aufmerksamkeit erregte. Bei einem Rennen zwischen der „Viking“ und einem Nachbau der Santa Maria, mit der Columbus Amerika entdeckte, erwies sich die außerordentliche Seetüchtigkeit des Schiffs. Es wurde geschildert, dass die Viking leicht wie eine Möwe über die Wellenkämme glitt und mit einem Durchschnitt von 9,3 kn deutlich schneller war als das Columbus-Schiff mit 6,3 kn. Nach dem Ende der Ausstellung fuhr die „Viking“ nach New Orleans und kehrte 1894 nach Chicago zurück, wo sie in Vergessenheit geriet.

## Verbleib
Die „Viking“ wurde dem Field Columbian Museum in Chicago übergeben, wo sie in einem Trockendock zunehmend verwitterte. Um 1920 nahm sich ein norwegischer Frauenverband des Schiffs an und sammelte rund 20.000 US-Dollar für eine Restaurierung. Nach erfolgter Reparatur und Restaurierung wurde das Schiff dem Chicago Park District übergeben. In den folgenden Jahrzehnten ging es in den Besitz verschiedener Stiftungen über und wurde mehrmals mit privaten Mitteln restauriert. Seit 1996 befindet sich die „Viking“ im Good Templar Park in Geneva (Illinois) unter einem transparenten Dach und kann dort besichtigt werden. Seit 2012 hat die private Stiftung  „Friends of the Viking Ship“ die Erhaltung und Pflege übernommen. Von privater Seite wurden mehrmals größere Geldbeträge für die Erhaltung des Schiffs gespendet, das 2013 und 2014 nochmals restauriert wurde.

## Bilder

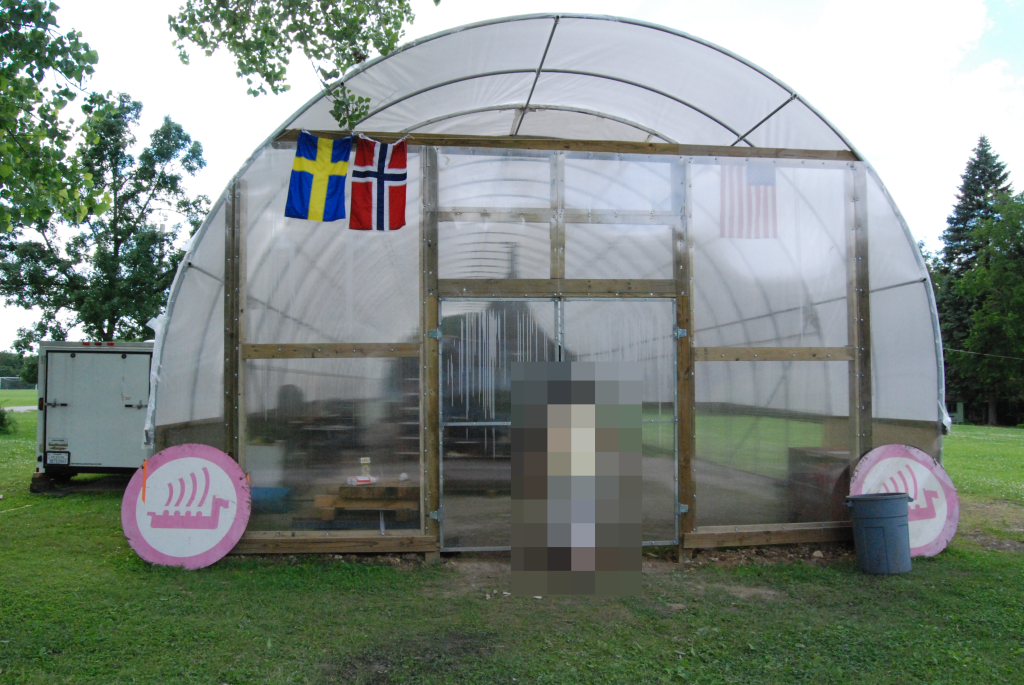
Viking unter der transparenten Kuppel
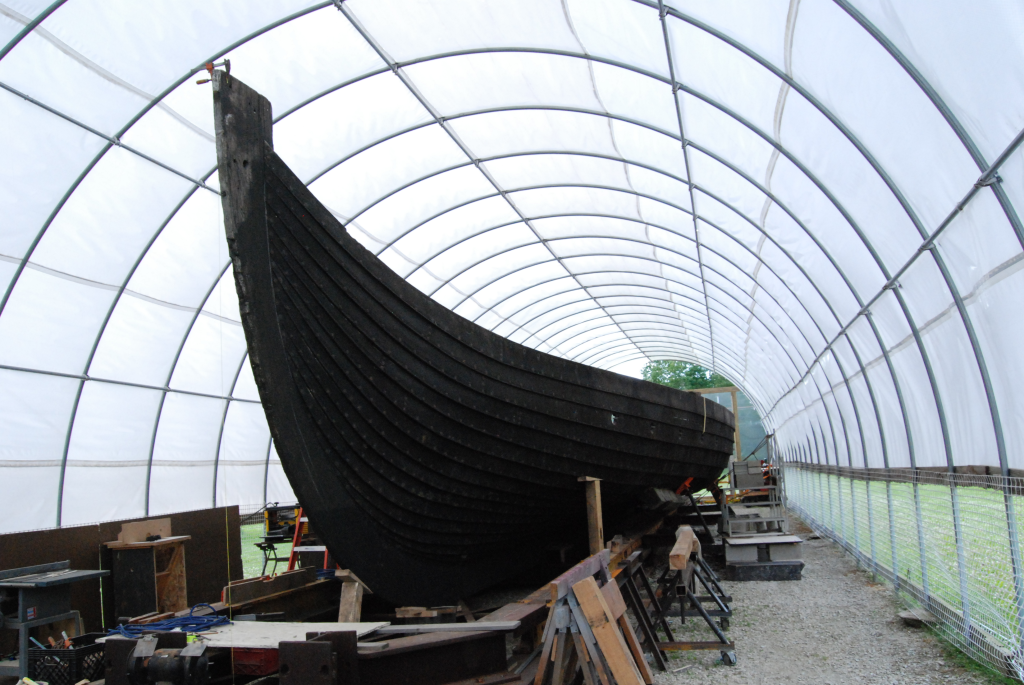
Seitenansicht
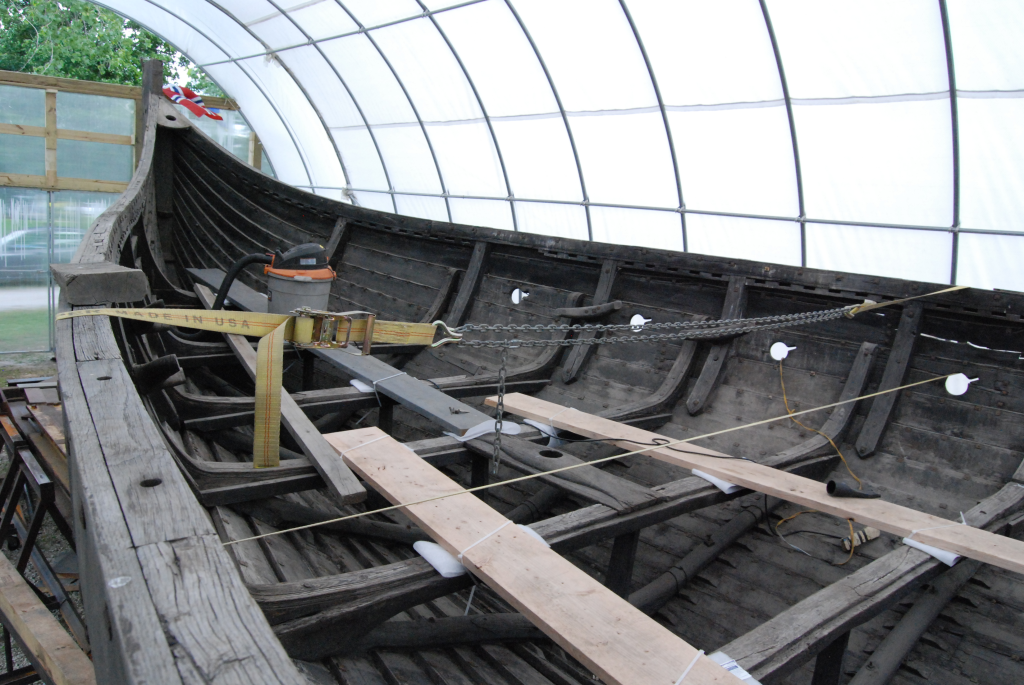
Innenansicht, Blick zum Bug
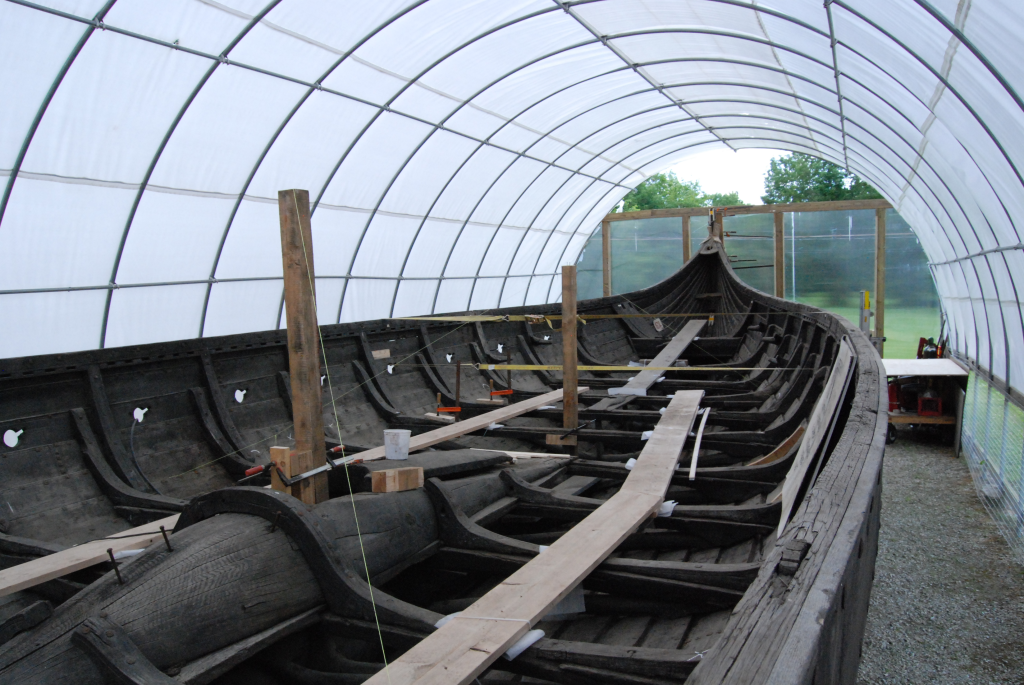
Innenansicht, Blick zum Heck

## Verweise
1. ↑  Gerry Smith: Cityscapes: Viking ship from 1893 Chicago world's fair begins much-needed voyage to restoration. Chicago Tribune, 26. Juni 2008, archiviert vom Original (nicht mehr online verfügbar) am 21. August 2016; abgerufen am 10. Juni 2015.  Info: Der Archivlink wurde automatisch eingesetzt und noch nicht geprüft. Bitte prüfe Original- und Archivlink gemäß Anleitung und entferne dann diesen Hinweis.
2. ↑  Per Åkesson: The Viking. 1998, abgerufen am 10. Juni 2015.
3. ↑  Rudolf Pörtner: Die Wikinger-Saga. Düsseldorf / Wien 1971.
4. ↑  Website der Stiftung „Friends of the Viking Ship“